# Vladan Kovačević
Vladan Kovačević [ʋlǎdan koʋǎːtʃeʋitɕ] (Banja Luka, 11 de abril de 1998) é um futebolista bósnio de ascendência sérvia que joga como goleiro. Atualmente joga no Norwich City.

## Carreira
Kovačević começou a jogar futebol no clube da sua cidade, o Željezničar Banja Luka, antes de ingressar na academia do Sarajevo em 2014.
Em fevereiro de 2018, foi enviado por empréstimo de seis meses ao Sloboda Mrkonjić Grad. Fez a sua estréia profissional contra Kozara Gradiška em 17 de março com a idade de 19 anos.

## Honras
Sarajevo
- Campeonato Bósnio: 2018–19, 2019–20
- Copa da Bósnia: 2018–19, 2020–21

Raków Częstochowa
- Campeonato Polaco: 2022–23
- Copa da Polónia: 2021–22
- Supercopa da Polónia: 2021, 2022

Légia Varsóvia
- Copa da Polónia: 2024–25

Sporting
- Primeira Liga: 2024–25[5]

Individual
- Melhor guarda-redes do Campeonato Polaco: 2021–22,[6] 2022–23[7]